# 神龍汽車
神龍汽車有限公司（しんりゅうきしゃゆうげんこうし、シェンロンきしゃゆうげんこうし、簡体字：神龙汽车有限公司、英字：Dongfeng Peugeot-Citroën Automobile Limited、略称：DPCA）は、中国の東風汽車とフランスのPSA・プジョーシトロエンとの合弁会社である。東風プジョーシトロエンとも呼ばれることがある。湖北省武漢市に本拠を置き、中国市場向けにプジョー（標致）やシトロエン（雪鉄龍）の製造・販売を行っている。

## 歴史

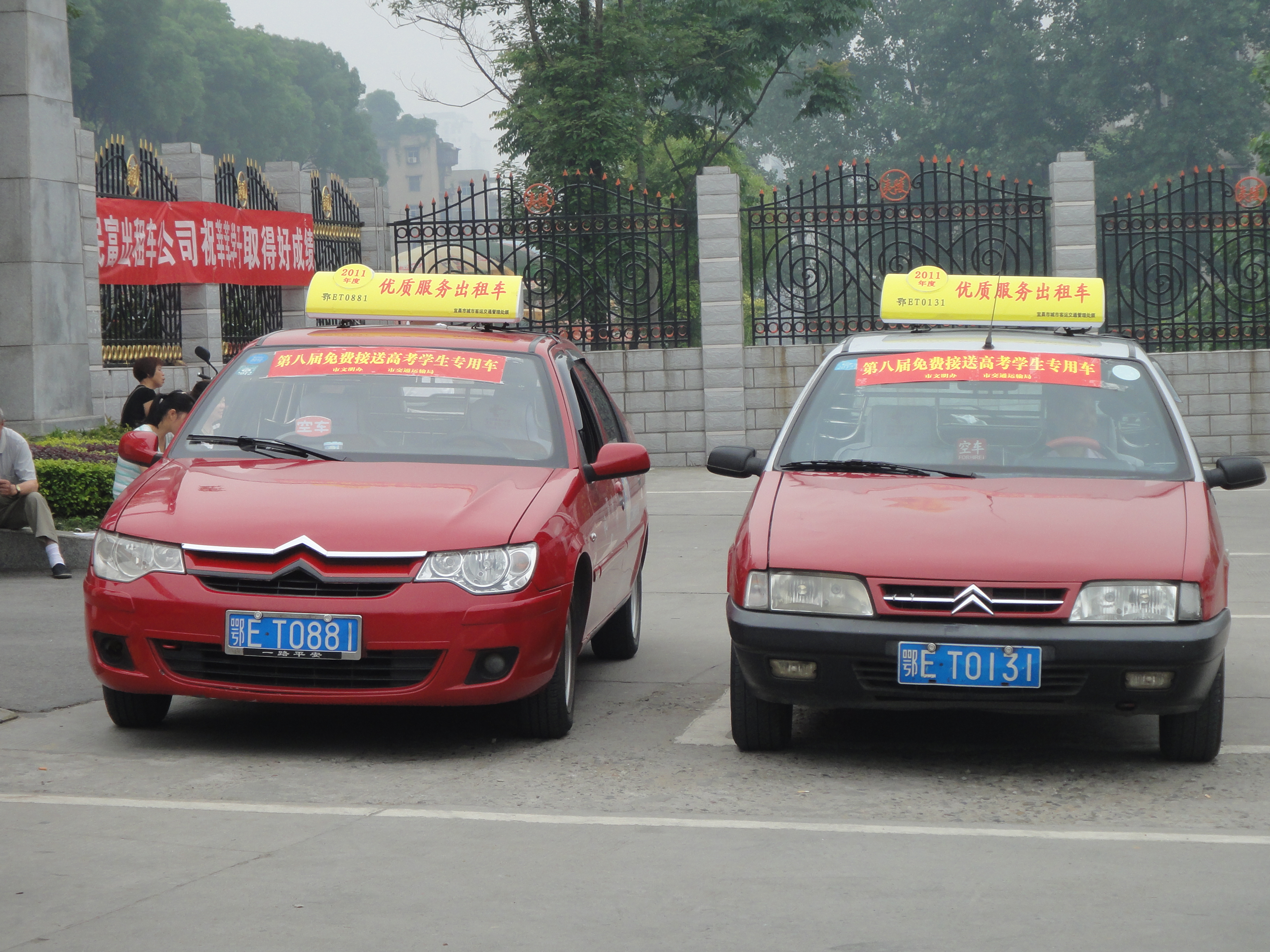
共にZXをベースとする新旧シトロエン。エリゼ（左）と富康（右）

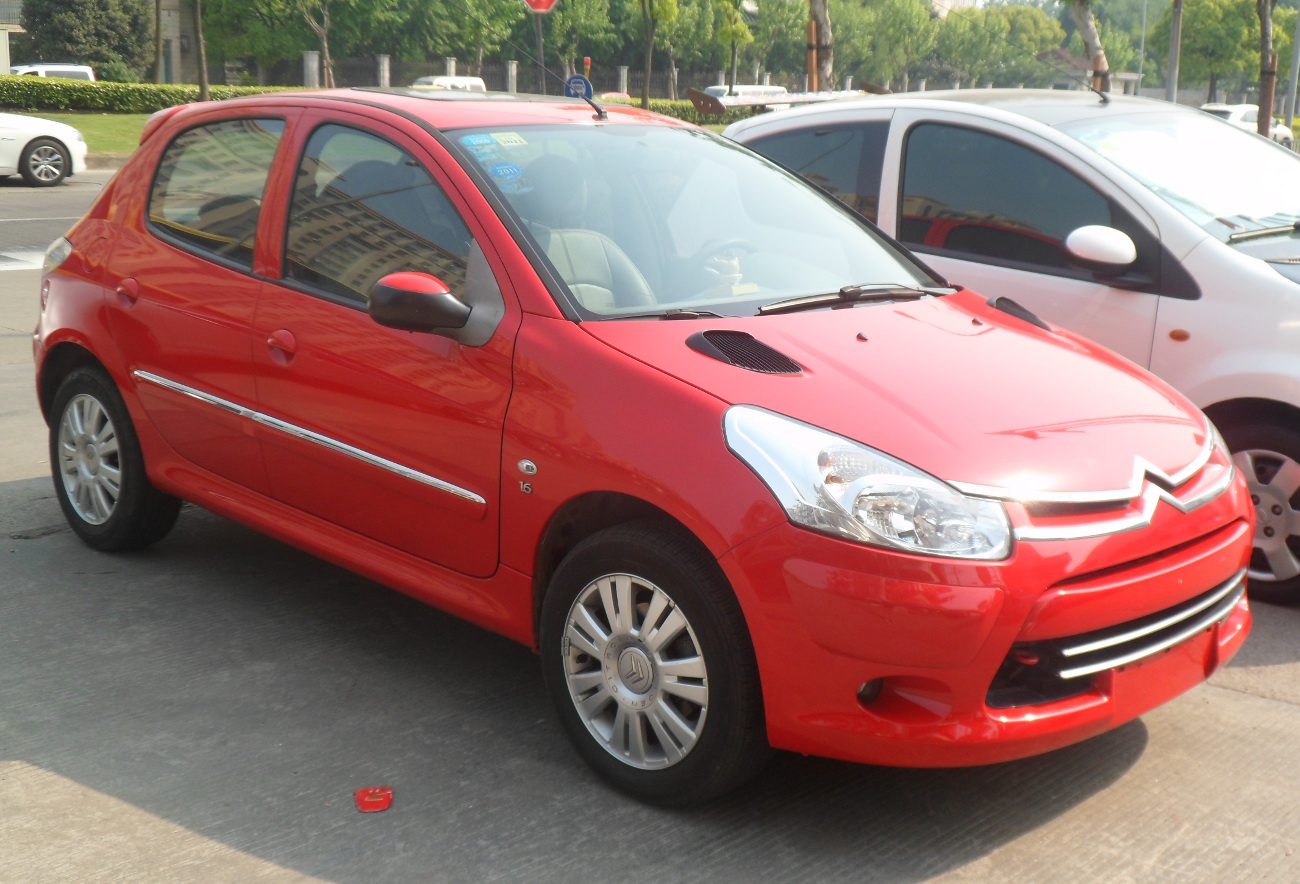
プジョー・206をベースとしたシトロエン・C2中国仕様

1992年5月18日、シトロエン車の製造を目的として湖北省武漢市に設立され、同年9月からZXをベースとする「富康」 (Fukang) の製造が開始された。1998年9月には2番目の車種として3ボックスセダン化した富康988もラインナップに加わった。
2001年9月にはクサラピカソ（薩拉畢加索）が発売された。2002年6月には富康988をフェイスリフトしたエリゼが発表された。
2003年1月23日、東風汽車とPSAとの間で新合弁会社 (DPCA) が設立され、翌2004年4月21日、プジョーブランドが中国市場に再参入を果たした。プジョーは一度は1985年に広州市との合弁でいち早く中国市場への進出を果たしていたものの、1997年に合弁を解消して撤退していた。
生産拠点は全て武漢に所在する。2011年5月、DPCAは年産30万台の能力を有する第三工場の建設を開始し、2013年7月1日からシトロエン・C-エリゼの生産を開始した。

## 生産車種
プジョー
- 3008
- 508
- 408
- 308
- 307
- 207

RCZ、4008、308SW、308CC、207CCについては完成車輸入となる。
シトロエン
- C5
- C4L
- C-Triomphe（凱旋）
- C-Quatre（世嘉）
- エリゼ（愛麗舎）
- C2

C4エアクロスは完成車輸入となる。